# Крейг Ріве
Крейг А. Ріве (англ. Craig A. Rivet; 13 вересня 1974, м. Норт-Бей, Канада) — канадський хокеїст, захисник. Виступає за  у ECHL.
Виступав за «Кінгстон Фронтенакс» (ОХЛ), «Фредеріктон Канадієнс» (АХЛ), «Монреаль Канадієнс», ТПС (Турку), «Сан-Хосе Шаркс», «Баффало Сейбрс», «Колумбус Блю-Джекетс», «Елміра Джеколс».
В чемпіонатах НХЛ — 923 матчі (50+187), у турнірах Кубка Стенлі — 69 матчів (4+18).
У складі національної збірної Канади учасник чемпіонату світу 2003 (9 матчів, 0+1). 
Досягнення
- Чемпіон світу (2003).